# マルタン夫妻
マルタン夫妻は、カトリック教会の聖人リジューのテレーズの両親である、ルイ・マルタン（Louis Martin, 1823年8月22日 - 1894年7月29日）とゼリー・マルタンことマリー＝アゼリー・ゲラン・マルタン（Marie-Azélie "Zélie" Guérin Martin, 1831年12月23日 - 1877年8月28日）の夫婦で、ともに聖人。

## 生涯

### ルイ・マルタン

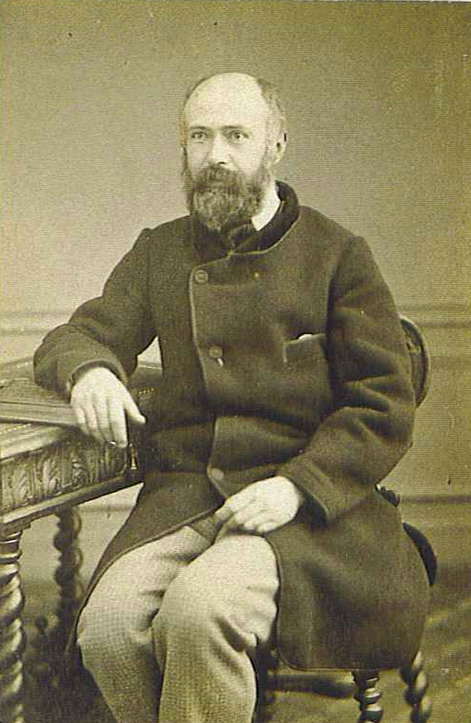
ルイ・マルタン

ルイ・ジョゼフ・アロイス・マルタン（Louis Joseph Aloys Martin）は1823年8月22日、ボルドーで、フランス陸軍の大尉を父として、5人兄弟の三男として生まれた。若い頃から修道士にあこがれていたが、健康上の問題で断念し、時計師として生計を立てた。1850年、アランソンに移り住んだ。同地でゼリー・ゲランと出会い、1858年7月13日に結婚した。2男7女をもうけ、そのうち5人が成長した。ゼリーの死後、妻の弟ゲラン夫妻のいるリジューに移住、晩年は、心臓発作を起こし、病状の悪化とともに精神を患い、1894年、ミュッスで死去した。

### ゼリー・ゲラン

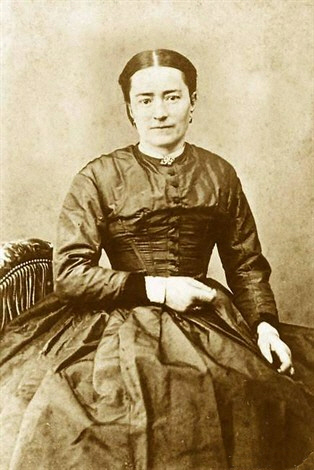
ゼリー・マルタン

アゼリー・マリー・ゲランは1831年12月23日、軍人の家庭の次女としてサン・ドニ・シュール・サルトンに生まれる。1841年、アランソンに移住。姉で聖母訪問会修道女のマリー・ドジテの影響で修道女に憧れていたが、健康面から断念し、やがてルイ・マルタンと出会い、1858年に結婚。主婦としてアランソンの名産物であるレースの職人として生計を立てた。1873年に末子としてテレーズを出産後、乳癌を患った。彼女は奇跡による治癒を求めてルルドへ巡礼したが病はさらに悪化し、1877年に死去。

### 列福
マルタン夫妻の列福調査は1957年から開始され、1994年3月26日、ローマ教皇ヨハネ・パウロ2世によって尊者にされ、2008年10月19日、リジューで列福された。
2015年3月4日、マルタン夫妻が10月に開催予定の世界司教会議（シノドス）中に列聖されることが発表された。

### 列聖
2008年、生後間もなく難病を患った乳児が福者マルタン夫妻の取り次ぎによる奇跡で治癒されたのを確認され、2015年10月18日、ローマ教皇フランシスコにより列聖。夫婦揃っての列聖はカトリック教会史上初である。

## マルタン夫妻の子供
- 長女・マリー（1860年 - 1940年　カルメル会修道女「御心のマリー」）
- 次女・ポリーヌ（1861年 - 1951年　カルメル会修道女「イエスのアニエス」）
- 三女・レオニー（1863年 - 1941年　聖母訪問会修道女「フランソワーズ・テレーズ」）
- 四女・エレーヌ（1864年 - 1870年）
- 長男・ジョゼフ・ルイ（1866年 - 1867年）
- 次男・ジョゼフ・ジャン・バティスト（1867年 - 1868年）
- 五女・セリーヌ（1869年 - 1959年　カルメル会修道女「尊き面影のジュヌヴィエーヴ」）
- 六女・メラニー（1870年8月 - 10月）
- 七女・テレーズ（1873年 - 1897年　カルメル会修道女「幼いイエスと尊き面影のテレーズ」）